# Karłosuseł nakrapiany
Karłosuseł nakrapiany (Xerospermophilus spilosoma) – gatunek gryzonia z rodziny wiewiórkowatych. Zamieszkuje suche regiony południowo-zachodnich stanów USA i północnego Meksyku.

## Systematyka
Na podstawie badań filogenetycznych (2009) z rodzaju Spermophilus wydzielono nowy rodzaj karłosuseł (Xerospermophilus), który objął także X. spilosoma (uprzednio Spermophilus Ictidomys spilosoma). W skład gatunku wchodzi trzynaście podgatunków:
- X. s. spilosoma
- X. s. altiplanensis
- X. s. ammophilus
- X. s. annectens
- X. s. bavicorensis
- X. s. cabrerai
- X. s. canescens
- X. s. cryptospilotus
- X. s. marginatus
- X. s. obsoletus
- X. s. oricolus
- X. s. pallescens
- X. s. pratensis

## Rozmieszczenie geograficzne
Karłosuseł nakrapiany zamieszkuje suche regiony południowo-zachodnich Stanów Zjednoczonych (od południowo–wschodniej części Wyoming, przez południową część Dakoty Południowej do zachodniej Arizony, oraz Nowy Meksyk i Teksas), a także północnego Meksyku (północna Sonora, Chihuahua, oraz od południowej części Coahuila po północną część Jalisco i północną Guanajuato, a także Tamaulipas).